# Els monòlegs de la vagina
Els monòlegs de la vagina (títol original en anglès: The Vagina Monologues) és una obra escrita per la feminista estatunidenca Eve Ensler que es tornà epicentre d'un moviment sense afany de lucre que lluita en contra de la violència de gènere. En alguns estats es coneix amb el títol dels Monòlegs vaginals.

## Història
Eve Ensler escrigué la primera versió d'aquesta obra al 1996, després d'entrevistar més de 200 dones sobre el sexe, les relacions amoroses i la violència domèstica.
Eve digué en una entrevista per al lloc web women.com que les entrevistes començaren com converses casuals amb les seues amigues, que li explicaven anècdotes que havien sentit d'altres amigues, i així s'engegà la cadena de relats que originà l'obra.
Ensler escrigué els monòlegs per "celebrar la vagina", descrivint-la com superior al penis masculí, perquè està connectada amb el clítoris, l'únic òrgan humà que no té més propòsit que donar plaer.
Els monòlegs de la vagina s'estrenà el 3 d'octubre de 1996 al Centre d'Art Here de Nova York. L'obra original incloïa una sola actriu, Ensler, que donava vida a una dotzena de personatges relatant les seues històries. L'edat, actitud i estat d'ànim dels personatges varia, però tots els monòlegs estan relacionats amb la vagina, perquè tracten la sexualitat, la menstruació, la masturbació, l'orgasme, el part, la violació o l'ablació. Després de l'estrena, l'obra s'adaptà perquè els monòlegs els representaren tres actrius.
Al llarg del temps i en totes les cultures del món, el poder de les dones s'ha vinculat a la seua sexualitat i procreació. Per això, Ensler considera que la vagina pot ser un instrument de poder. En la mateixa entrevista Ensler digué que el propòsit de l'obra canvià al 1998 per convertir-se en un moviment en contra de la violència masclista.
Als Estats Units la popularitat de l'obra arribà a tals nivells que l'any 2001 omplí, amb l'actuació de diverses artistes famoses, 18.000 seients del Madison Square Garden. L'elenc incloïa la rockera Melissa Etheridge, la periodista Oprah Winfrey, la rapera Queen Latifah, les comediantes Whoopi Goldberg i Margaret Cho i les actrius Calista Flockhart, Winona Ryder, Jane Fonda, Glenn Close, Teri Hatcher, Marisa Tomei, Brooke Shields i Rosie Pérez.
A Suècia, l'actriu Kim Anderzon (Guldbagge, 1983) ha representat moltes vegades aquest monòleg, amb el nom de Vivagina.
L'obra guanyà un premi Obie, ha estat traduïda a més de 45 idiomes i portada a l'escenari en quasi 120 estats. En canal de cable HBO també produí una sèrie amb Ensler basada en aquesta obra.

## L'obra
Els monòlegs de la vagina està formada per un nombre variable de monòlegs llegits per un nombre de dones (al principi, Eve Ensler feia cada monòleg ella sola, amb actuacions posteriors de tres actrius, i les versions més recents amb una actriu diferent per a cada funció).
Cada monòleg es relaciona amb la vagina, pel sexe, l'amor, la violació, la menstruació, l'ablació, la masturbació, el naixement, l'orgasme i la varietat de noms per a la vagina, o simplement com un aspecte físic del cos. Un tema recurrent en tota l'obra és la vagina com un instrument de poder femení, i la darrera encarnació de la individualitat. Alguns monòlegs són:
- Jo tenia dotze anys, ma mare em pegà una bufetada: un cor que descriuen el primer període menstrual de moltes joves i nenes.
- La meva vagina enutjada: en què una dona amb humor parla sobre les injustícies forjades en contra de la vagina, com a tampons, dutxes vaginals, i les eines utilitzades pels obstetres i ginecòlegs.
- La meva vagina era el meu poble, un monòleg de dades dels testimoniatges de les dones bosnianes víctimes de camps de violació.
- El petit Coochie Snorcher que sí que pogué: una dona narra els records d'experiències sexuals traumàtiques en la seua infantesa i descriu com a "curació positiva" l'experiència sexual en la seua adolescència amb una dona major. En la versió original té 13 anys, però versions posteriors canviaria l'edat a 16 anys. Aquesta obra en particular ha suscitat controvèrsies i crítiques a causa del contingut (vegeu més endavant).
- Reivindicació del cony, una obra narrada per una dona que posa de manifest que la paraula "cony" en si és una paraula molt bonica malgrat les seues connotacions desconcertants.
- La dona que estimava fer vagines felices, en què una treballadora del sexe per a dones discuteix els detalls interessants de la seua carrera i el seu amor per les dones que donen plaer. En diverses actuacions sovint s'arriba al final de l'obra, literalment, culminant amb una manifestació vocal d'un "orgasme triple".
- Perquè a ell li agradava mirar-la: una dona descriu com pensava que la seua zona púbica era lletja i s'avergonyia de pensar-hi, però canvià d'opinió per una experiència sexual amb un home anomenat Bob, a qui li agradava passar hores mirant-la.
- Jo vaig ser allí, a l'habitació: un monòleg en què Eve Ensler descriu el naixement de la seva neta.

## Actualitat
La producció dels Monòlegs de la vagina s'ha tornat el pilar en què recolza el projecte de V-day. La "V" és per "Sant Valentí", "vagina" i "victòria". Amb aquest nom es busca establir una connexió entre l'amor i respecte a les dones, i la fi de la violència contra elles.
Cada any, entre l'1 de febrer i el 8 de març (el Dia Internacional de les Dones), grups de voluntaris arreu del món porten a l'escenari l'obra d'Ensler per recaptar fons en ajuda a programes que combaten la violència contra les dones i les joves, que inclou refugis per a víctimes de violència masclista i centres de suport per a víctimes de violació.